# Болгарский (хутор)
Болгарский — бывший хутор, в Тарумовском районе Дагестана.

## Географическое положение
Располагался в 5 км к юго-западу от районного центра села Тарумовка, на Бороздинском канале.

## История
Хутор образован в период Столыпинской реформы переселенцами с Украины. По данным на 1928 г. хутор состоял из 44 хозяйств. В административном отношении входил в состав Тарумовского сельсовета Кизлярского района ДАССР. В 1930-е годы являлся отделением колхоза «17 Партсъезд». В период укрупнения колхозов и переселения не перспективных сел (начало 50-х годов XX века), все население было переселено в село Новодмитриевку.

## Население
По данным переписи 1926 года на хуторе проживало 207 человек (114 мужчин и 93 женщины), русские — 100 % населения.